# Марк Анций Бризон
Марк Анций Бризон (на латински: Marcus Antius Briso) е политик на Римската република през втората половина на 2 век пр.н.е. Произлиза от фамилията Анции.
През 137 пр.н.е. той е народен трибун заедно с колега Луций Касий Лонгин Равила. Тази година консули са Марк Емилий Лепид Порцина и Гай Хостилий Манцин. Той е в опозиция на прокарания закон lex Cassia Tabellaria от колегата му Касий Лонгин.